# Железничка станица Бела река
Железничка станица Бела река је једна од железничких станица на прузи Београд—Бар. Налази се насељу Рипањ у градској општини Вождовац у Београду. Пруга се наставља у једном смеру ка Барајеву, у другом према Реснику. Железничка станица Бела река састоји се из 3 колосека.

## Повезивање линија
- Пруга Београд—Бар